# Xi Orionis
Désignations
Xi Orionis (ξ Ori / ξ Orionis) est une étoile binaire de la constellation d'Orion, qui apparaît relativement proche de Nu Orionis dans le ciel. Elle est visible à l'œil nu avec une magnitude apparente de 4,48. D'après la mesure de sa parallaxe annuelle par le satellite Gaia, le système est distant d'environ ∼ 720 a.l. (∼ 221 pc) de la Terre.
Xi Orionis est une étoile binaire spectroscopique avec une période orbitale de 45,1 jours et une excentricité de 0,26. Sa composante visible est une étoile sous-géante bleu-blanc de type spectral B3IV. Elle est estimée être âgée de 32 millions d'années et être 6,7 fois plus massive que le Soleil. L'étoile tourne relativement rapidement sur elle-même, montrant une vitesse de rotation projetée de 160 km/s. Elle est environ 1 630 fois plus lumineuse que le Soleil et sa température de surface est de 15 476 K.